# Lijst van gemeenten van Michoacán
De Mexicaanse deelstaat Michoacán bestaat uit 113 gemeenten.
| INEGI | Gemeente                      | Inwoners | Oppervlakte  | Hoofdplaats                    | Inwoners |
| ----- | ----------------------------- | -------- | ------------ | ------------------------------ | -------- |
| 001   | Acuitzio                      | 11.301   | 176,29 km²   | Acuitzio del Canje             | 7.439    |
| 002   | Aguililla                     | 14.754   | 1.415,67 km² | Aguililla de Iturbide          | 8.505    |
| 003   | Álvaro Obregón                | 23.000   | 159,44 km²   | Álvaro Obregón                 | 9.513    |
| 004   | Angamacutiro                  | 14.943   | 240,25 km²   | Angamacutiro de la Unión       | 5.044    |
| 005   | Angangueo                     | 10.892   | 76,11 km²    | Mineral de Angangueo           | 3.977    |
| 006   | Apatzingán                    | 126.191  | 1.639,92 km² | Apatzingán de la Constitución  | 102 362  |
| 007   | Aporo                         | 3.529    | 54,91 km²    | Aporo                          | 2.194    |
| 008   | Aquila                        | 24.676   | 2.265,56 km² | Aquila                         | 2.444    |
| 009   | Ario                          | 36.268   | 696,91 km²   | Ario de Rosales                | 18.097   |
| 010   | Arteaga                       | 20.332   | 3.460,73 km² | Arteaga                        | 11.046   |
| 011   | Briseñas                      | 11.681   | 67,55 km²    | Briseñas de Matamoros          | 4.338    |
| 012   | Buenavista                    | 45.538   | 922,16 km²   | Buenavista Tomatlán            | 12.262   |
| 013   | Carácuaro                     | 9.176    | 917,78 km²   | Carácuaro de Morelos           | 4.149    |
| 014   | Coahuayana                    | 17.022   | 365,84 km²   | Coahuayana de Hidalgo          | 5.886    |
| 015   | Coalcomán de Vázquez Pallares | 19.633   | 2.826,92 km² | Coalcomán de Vázquez Pallares  | 13.806   |
| 016   | Coeneo                        | 20.965   | 393,56 km²   | Coeneo de la Libertad          | 3.776    |
| 017   | Contepec                      | 35.070   | 380,74 km²   | Contepec                       | 4.520    |
| 018   | Copándaro                     | 9.484    | 173,27 km²   | Copándaro de Galeana           | 3.165    |
| 019   | Cotija                        | 20.198   | 505,28 km²   | Cotija de la Paz               | 14.074   |
| 020   | Cuitzeo                       | 29.910   | 255,17 km²   | Cuitzeo del Porvenir           | 10.983   |
| 021   | Charapan                      | 13.539   | 233,62 km²   | Charapan                       | 4.409    |
| 022   | Charo                         | 25.138   | 323,16 km²   | Charo                          | 5.807    |
| 023   | Chavinda                      | 10.417   | 151,55 km²   | Chavinda                       | 6.596    |
| 024   | Cherán                        | 20.586   | 222,80 km²   | Cherán                         | 16.841   |
| 025   | Chilchota                     | 40.560   | 304,51 km²   | Chilchota                      | 8.280    |
| 026   | Chinicuila                    | 4.773    | 1.021,92 km² | Villa Victoria                 | 1.068    |
| 027   | Chucándiro                    | 4.944    | 191,88 km²   | Chucándiro                     | 1.401    |
| 028   | Churintzio                    | 5.233    | 229,21 km²   | Churintzio                     | 2.580    |
| 029   | Churumuco                     | 12.342   | 1.115,26 km² | Churumuco de Morelos           | 4.407    |
| 030   | Ecuandureo                    | 11.850   | 304,55 km²   | Ecuandureo                     | 11.850   |
| 031   | Epitacio Huerta               | 16.112   | 424,45 km²   | Epitacio Huerta                | 1.487    |
| 032   | Erongarícuaro                 | 15.715   | 246,53 km²   | Erongarícuaro                  | 2.721    |
| 033   | Gabriel Zamora                | 21.466   | 367,33 km²   | Lombardía                      | 12.309   |
| 034   | Hidalgo                       | 125.712  | 1.143,60 km² | Ciudad Hidalgo                 | 71.528   |
| 035   | La Huacana                    | 30.627   | 1.951,91 km² | La Huacana                     | 9.643    |
| 036   | Huandacareo                   | 11.644   | 95,65 km²    | Huandacareo                    | 6.689    |
| 037   | Huaniqueo                     | 7.945    | 201,06 km²   | Huaniqueo de Morales           | 2.782    |
| 038   | Huetamo                       | 41.973   | 2.058,30 km² | Huetamo de Núñez               | 23.836   |
| 039   | Huiramba                      | 9.015    | 79,23 km²    | Huiramba                       | 3.251    |
| 040   | Indaparapeo                   | 18.385   | 176,86 km²   | Indaparapeo                    | 7.228    |
| 041   | Irimbo                        | 16.043   | 125,54 km²   | Irimbo                         | 3.552    |
| 042   | Ixtlán                        | 14.302   | 124,36 km²   | Ixtlán de los Hervores         | 5.091    |
| 043   | Jacona                        | 68.781   | 118,69 km²   | Jacona de Plancarte            | 61.510   |
| 044   | Jiménez                       | 12.946   | 195,05 km²   | Villa Jiménez                  | 3.974    |
| 045   | Jiquilpan                     | 36.158   | 242,81 km²   | Jiquilpan de Juárez            | 24.662   |
| 046   | Juárez                        | 14.936   | 141,64 km²   | Benito Juárez                  | 3.907    |
| 047   | Jungapeo                      | 19.834   | 266,38 km²   | Jungapeo de Juárez             | 5.011    |
| 048   | Lagunillas                    | 5.745    | 83,70 km²    | Lagunillas                     | 2.664    |
| 049   | Madero                        | 19.086   | 1.018,76 km² | Villa Madero                   | 7.633    |
| 050   | Maravatío                     | 89.311   | 696,67 km²   | Maravatío de Ocampo            | 39.425   |
| 051   | Marcos Castellanos            | 13.983   | 232,85 km²   | San José de Gracia             | 10.466   |
| 052   | Lázaro Cárdenas               | 196.003  | 1.152,04 km² | Ciudad Lázaro Cárdenas         | 83.637   |
| 053   | Morelia                       | 849.053  | 1.196,95 km² | Morelia                        | 743.275  |
| 054   | Morelos                       | 7.983    | 184,22 km²   | Villa Morelos                  | 2.526    |
| 055   | Múgica                        | 45.732   | 378,64 km²   | Nueva Italia de Ruiz           | 32.328   |
| 056   | Nahuatzen                     | 32.598   | 304,35 km²   | Nahuatzen                      | 11.799   |
| 057   | Nocupétaro                    | 8.196    | 548,03 km²   | Nocupétaro de Morelos          | 3.910    |
| 058   | Nuevo Parangaricutiro         | 20.981   | 234,84 km²   | Nuevo San Juan Parangaricutiro | 16.745   |
| 059   | Nuevo Urecho                  | 9.027    | 330,13 km²   | Nuevo Urecho                   | 1.459    |
| 060   | Numarán                       | 9.437    | 77,52 km²    | Numarán                        | 9.437    |
| 061   | Ocampo                        | 24.774   | 145,71 km²   | Ocampo                         | 4.296    |
| 062   | Pajacuarán                    | 21.028   | 170,58 km²   | Pajacuarán                     | 10.988   |
| 063   | Panindícuaro                  | 14.889   | 289,01 km²   | Panindícuaro                   | 5.267    |
| 064   | Parácuaro                     | 26.832   | 502,13 km²   | Parácuaro                      | 3.898    |
| 065   | Paracho                       | 39.657   | 244,15 km²   | Paracho de Verduzco            | 21.215   |
| 066   | Pátzcuaro                     | 98.382   | 438,47 km²   | Pátzcuaro                      | 60.811   |
| 067   | Penjamillo                    | 16.621   | 371,47 km²   | Penjamillo de Degollado        | 3.353    |
| 068   | Peribán                       | 29.389   | 332,59 km²   | Peribán de Ramos               | 17.652   |
| 069   | La Piedad                     | 106.490  | 285,51 km²   | La Piedad de Cabadas           | 87.042   |
| 070   | Purépero                      | 15.503   | 192,75 km²   | Purépero de Echáiz             | 13.821   |
| 071   | Puruándiro                    | 69.260   | 718,65 km²   | Puruándiro                     | 32.333   |
| 072   | Queréndaro                    | 13.961   | 233,83 km²   | Queréndaro                     | 9.473    |
| 073   | Quiroga                       | 27.176   | 213,40 km²   | Quiroga                        | 15.249   |
| 074   | Cojumatlán de Régules         | 10.553   | 129,83 km²   | Cojumatlán de Régules          | 7.251    |
| 075   | Los Reyes                     | 78.935   | 480,97 km²   | Los Reyes de Salgado           | 49.940   |
| 076   | Sahuayo                       | 78.477   | 128,18 km²   | Sahuayo de Morelos             | 70.042   |
| 077   | San Lucas                     | 17.677   | 468,01 km²   | San Lucas                      | 3.243    |
| 078   | Santa Ana Maya                | 12.812   | 103,65 km²   | Santa Ana Maya                 | 7.220    |
| 079   | Salvador Escalante            | 49.896   | 486,49 km²   | Santa Clara del Cobre          | 16.748   |
| 080   | Senguio                       | 19.833   | 257,88 km²   | Senguio                        | 2.763    |
| 081   | Susupuato                     | 9.076    | 264,94 km²   | Susupuato de Guerrero          | 426      |
| 082   | Tacámbaro                     | 79.540   | 788,69 km²   | Tacámbaro de Codallos          | 30.519   |
| 083   | Tancítaro                     | 33.453   | 714,43 km²   | Tancítaro                      | 8.133    |
| 084   | Tangamandapio                 | 31.716   | 315,50 km²   | Santiago Tangamandapio         | 11.086   |
| 085   | Tangancícuaro                 | 35.256   | 386,05 km²   | Tangancícuaro de Arista        | 15.414   |
| 086   | Tanhuato                      | 15.534   | 227,78 km²   | Tanhuato de Guerrero           | 8.707    |
| 087   | Taretan                       | 15.589   | 185,08 km²   | Taretan                        | 7.117    |
| 088   | Tarímbaro                     | 114.513  | 256,95 km²   | Tarímbaro                      | 6.853    |
| 089   | Tepalcatepec                  | 24.074   | 780,22 km²   | Tepalcatepec                   | 17.293   |
| 090   | Tingambato                    | 16.325   | 187,50 km²   | Tingambato                     | 9.140    |
| 091   | Tingüindín                    | 14.934   | 174,09 km²   | Tingüindín                     | 7.788    |
| 092   | Tiquicheo de Nicolás Romero   | 12.836   | 1.493,46 km² | Tiquicheo                      | 3.664    |
| 093   | Tlalpujahua                   | 28.556   | 189,71 km²   | Tlalpujahua de Rayón           | 3.627    |
| 094   | Tlazazalca                    | 6.420    | 203,79 km²   | Tlazazalca                     | 3.002    |
| 095   | Tocumbo                       | 12.325   | 506,35 km²   | Tocumbo                        | 1.889    |
| 096   | Tumbiscatío                   | 5.971    | 2.064,49 km² | Tumbiscatío de Ruiz            | 2.486    |
| 097   | Turicato                      | 29.056   | 1.544,17 km² | Turicato                       | 2.075    |
| 098   | Tuxpan                        | 25.757   | 243,50 km²   | Tuxpan                         | 8.962    |
| 099   | Tuzantla                      | 14.329   | 1.017,28 km² | Tuzantla                       | 2.959    |
| 100   | Tzintzuntzan                  | 14.911   | 167,95 km²   | Tzintzuntzan                   | 3.830    |
| 101   | Tzitzio                       | 8.855    | 941,21 km²   | Tzitzio                        | 1.051    |
| 102   | Uruapan                       | 356.786  | 1.014,34 km² | Uruapan del Progreso           | 299.523  |
| 103   | Venustiano Carranza           | 23.469   | 227,40 km²   | San Pedro Cahro                | 11.897   |
| 104   | Villamar                      | 15.864   | 350,79 km²   | Villamar                       | 2.978    |
| 105   | Vista Hermosa                 | 20.982   | 147,18 km²   | Vista Hermosa de Negrete       | 12.434   |
| 106   | Yurécuaro                     | 32.303   | 174,91 km²   | Yurécuaro                      | 26.691   |
| 107   | Zacapu                        | 76.829   | 454,14 km²   | Zacapu                         | 55.287   |
| 108   | Zamora                        | 204.860  | 335,55 km²   | Zamora de Hidalgo              | 154.546  |
| 109   | Zináparo                      | 3.232    | 113,38 km²   | Zináparo                       | 2.028    |
| 110   | Zinapécuaro                   | 49.005   | 597,41 km²   | Zinapécuaro de Figueroa        | 16.905   |
| 111   | Ziracuaretiro                 | 18.402   | 159,93 km²   | Ziracuaretiro                  | 3.019    |
| 112   | Zitácuaro                     | 157.056  | 510,90 km²   | Heroica Zitácuaro              | 86.901   |
| 113   | José Sixto Verduzco           | 26.213   | 220,44 km²   | Pastor Ortiz                   | 6.698    |

| Detailkaart                         |
| ----------------------------------- |
|                                     |
| Ligging Michoacán binnen Mexico     |
|                                     |
| Gemeenten ingedeeld naar INEGI code |